# 桜満開!!オールスターおもしろ日本昔ばなし
『桜満開!!オールスターおもしろ日本昔ばなし』（さくらまんかい オールスターおもしろにっぽんむかしばなし）は、1982年4月7日（水曜） 19:00 - 20:00 （日本標準時）に日本テレビ系列局で放送された日本テレビ製作のバラエティ番組である。
当時のアイドル歌手とお笑いタレントたちが、日本古来の童話を題材にした歌と笑いの演劇に挑戦した春の特別番組。本特番は1回限りの放送で、レギュラー番組化することなく終了した。

## 出演者
- 河合奈保子 - 『かぐや姫』主演。
- せんだみつお
- 田原俊彦 - 『一休さん』主演。
- 近藤真彦 - 『花咲爺』主演。
- 松本伊代
- ツービート - 『金太郎』主演。
- 松田聖子 - 『牛若丸』主演。
- 山田邦子
- ほか[誰?]